# 歧河乡
歧河乡，是中华人民共和国河南省商丘市夏邑县下辖的一个乡镇级行政单位。

## 行政区划
歧河乡下辖以下地区：
张集村、小胡桥村、胡坡楼村、郑楼村、蔡河村、后随楼村、藏庄村、张楼村、青桐寺村、张桥村、杜庄村、申庄村、蔡庄村、大于庄村、响铃寺村、吕桥村、前随楼村、贾庄村、贾桥村、赵庄村、东随庄村、韩楼村、何楼村、刘小庙村、吴张庄村和王楼村。